# Maria Magdalenakathedraal (Wrocław)
De Maria Magdalenakathedraal in Wrocław (Pools: Katedra św. Marii Magdaleny) is een gotische baksteenkerk. De kerk werd ooit door de raad als burgerkerk gebouwd en was tegelijkertijd een van de hoofdkerken van de stad. Hier hield op 23 oktober 1523 de lutherse theoloog Johan Hess, de reformator van Breslau, zijn eerste preek. Tot 1945 bleef de kerk protestants, sindsdien behoort het kerkgebouw toe aan de Oudkatholieke Kerk.

## Voorgangerkerken
De stichting van de eerste voorganger stond onder het patrocinium van de apostel Andreas en Maria Magdalena en volgde tussen 1226 en 1232 door bisschop Laurentius van Breslau (1207–1232). De bouw werd noodzakelijk in verband met de overdracht van de oorspronkelijke parochiekerk, de Sint-Adalbertkerk, aan de Dominicanen. Een Mongoleninval verwoestte in 1241 deze kerk. Tussen 1242 en 1248 werd een tweede kerkgebouw opgericht, dat het nog geen 100 jaar zou volhouden.

## De huidige kerk

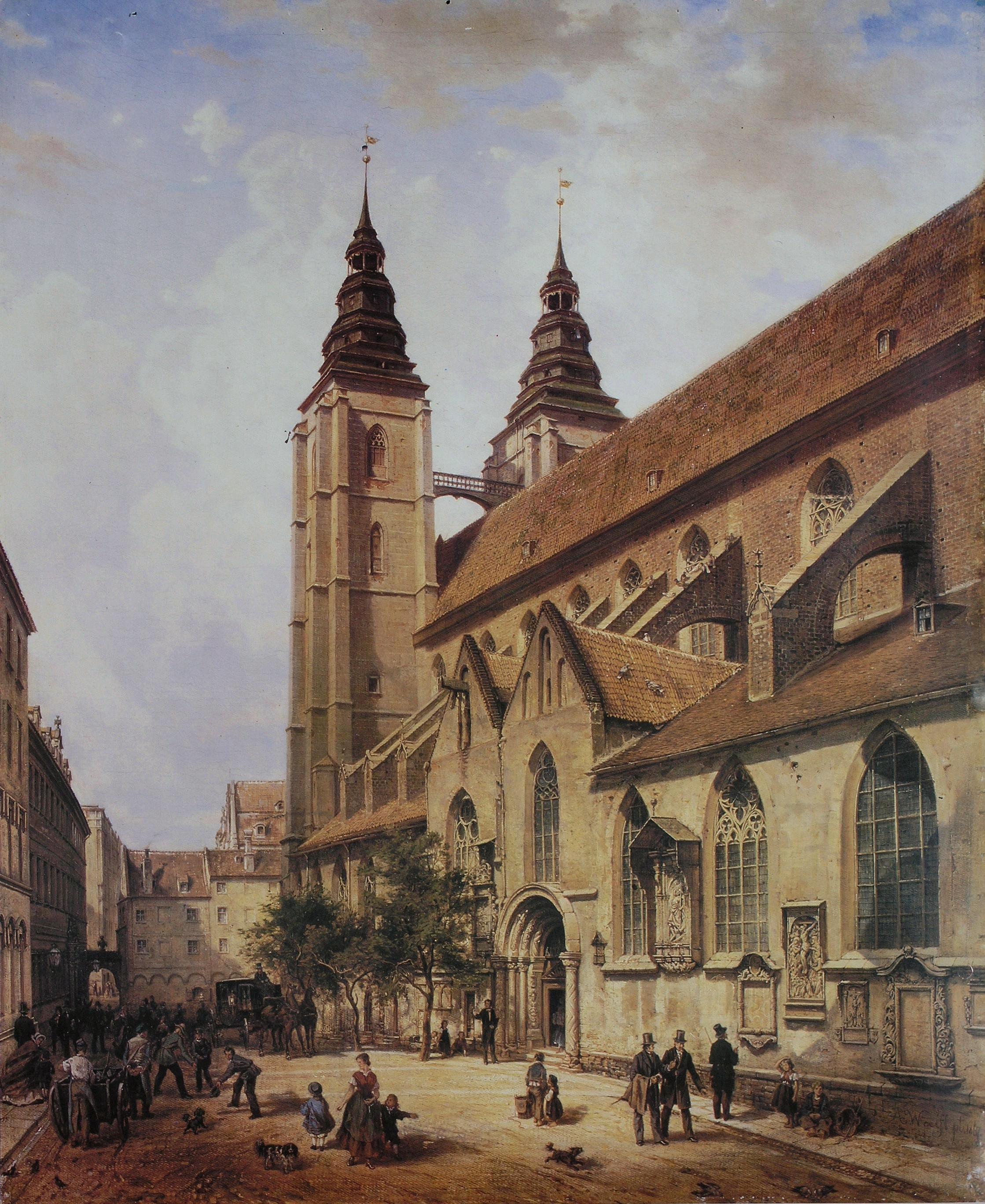
De kerk in 1867 op een schilderij van de Silezische schilder Albert Woelfl

De huidige kerk dateert uit de jaren 1342-1362 en werd als drieschepige basiliek geconstrueerd, terwijl de torens later werden voltooid. In de plaats van de in 1481 geplaatste gotische spitsen, kregen de beide torens tussen 1564 en 1581 een renaissance bekroning. De brug (de zogenaamde heksenbrug) die de beide torens met elkaar verbindt moet er al in 1459 zijn geweest en bevindt zich op een hoogte van 47 meter. Bij het afsteken van vuurwerk op de brug ter gelegenheid van de 90e verjaardag van keizer Wilhelm I raakte de noordelijke toren in brand en stortten de klokken naar beneden.
Het westelijk portaal is het hoofdportaal van de kerk. De decoratie van het portaal is gotisch. Aan de zuidelijke kant van de kerk bevindt zich een renaissance portaal en een laatromaans portaal, dat van het in 1546 afgebroken Vincentiusklooster aan de Elbing afkomstig is. Een barok portaal bevindt zich aan de noordelijke kant.
De kerk werd gerenoveerd in de jaren 1960-1970. Op 27 mei 1972 volgde de overdracht aan de Oudkatholieke Kerk. Er zijn plannen om de renaissance torenafsluitingen te reconstrueren.

## Interieur
In de kerk bevinden zich 16 kapellen en talrijke zijaltaren en epitafen. Het epitaaf voor Adam von Arzat werd in 1677 door de beeldhouwer Matthias Rauchmüller gemaakt, van wie ook het epitaaf voor Octavius Pestaluzzi stamt. Bewaard bleef ook de renaissance preekstoel uit de jaren 1579-1581.
In de zuidelijke toren hing vroeger een historische klok (de zogenaamde Armesünderglocke) die in 1386 werd gegoten. De klok werd op feestdagen en tijdens het bidden van Onze Vader geluid. Het was waarschijnlijk de grootse klok van Silezië met een omvang van 6,30 meter en een hoogte van 1,80 meter. Door een nieuwe brand op 17 mei 1945, waarbij de beide torens en het orgel werden verwoest, ging ook de oude klok voor altijd verloren.

## Afbeeldingen

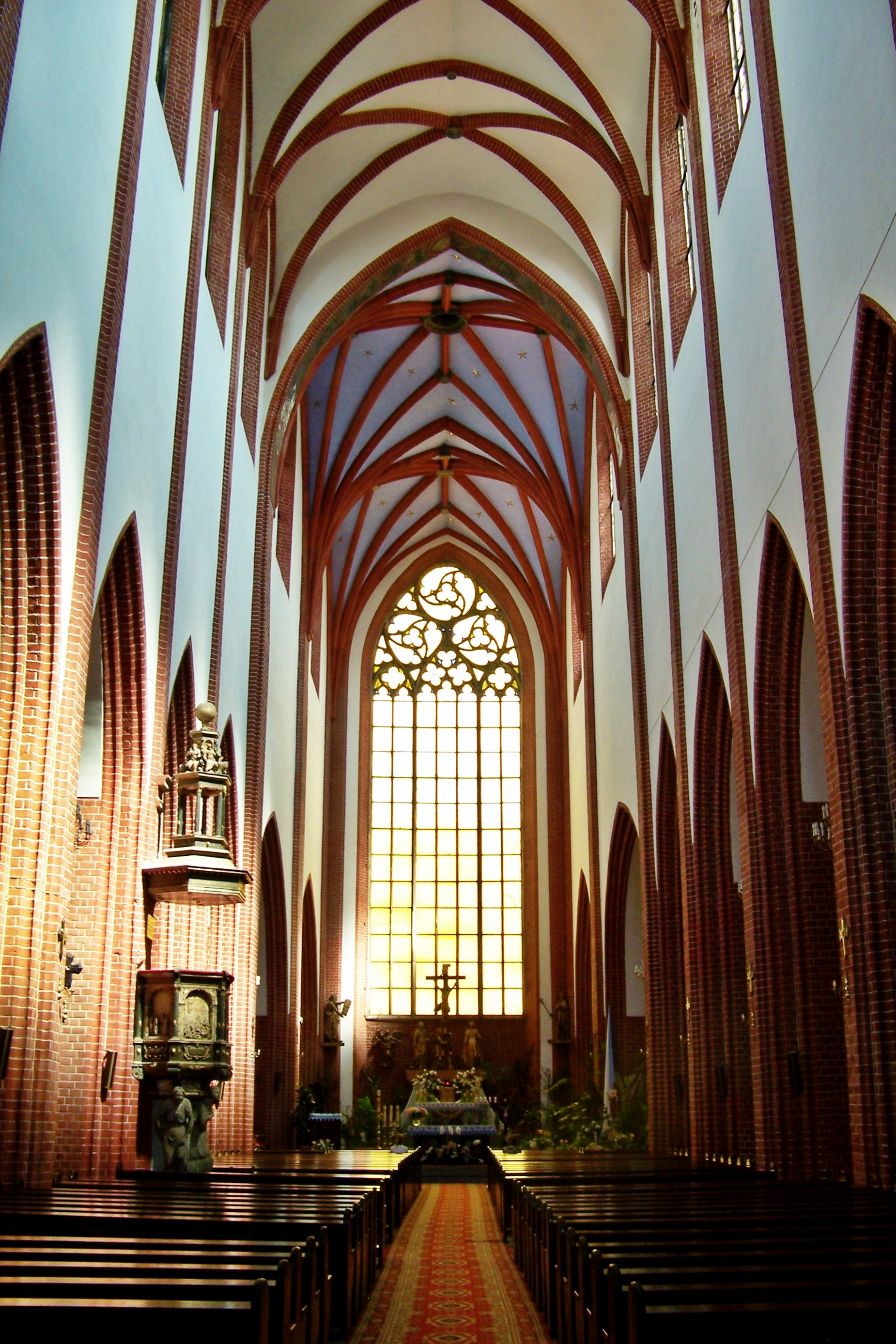
Middenschip
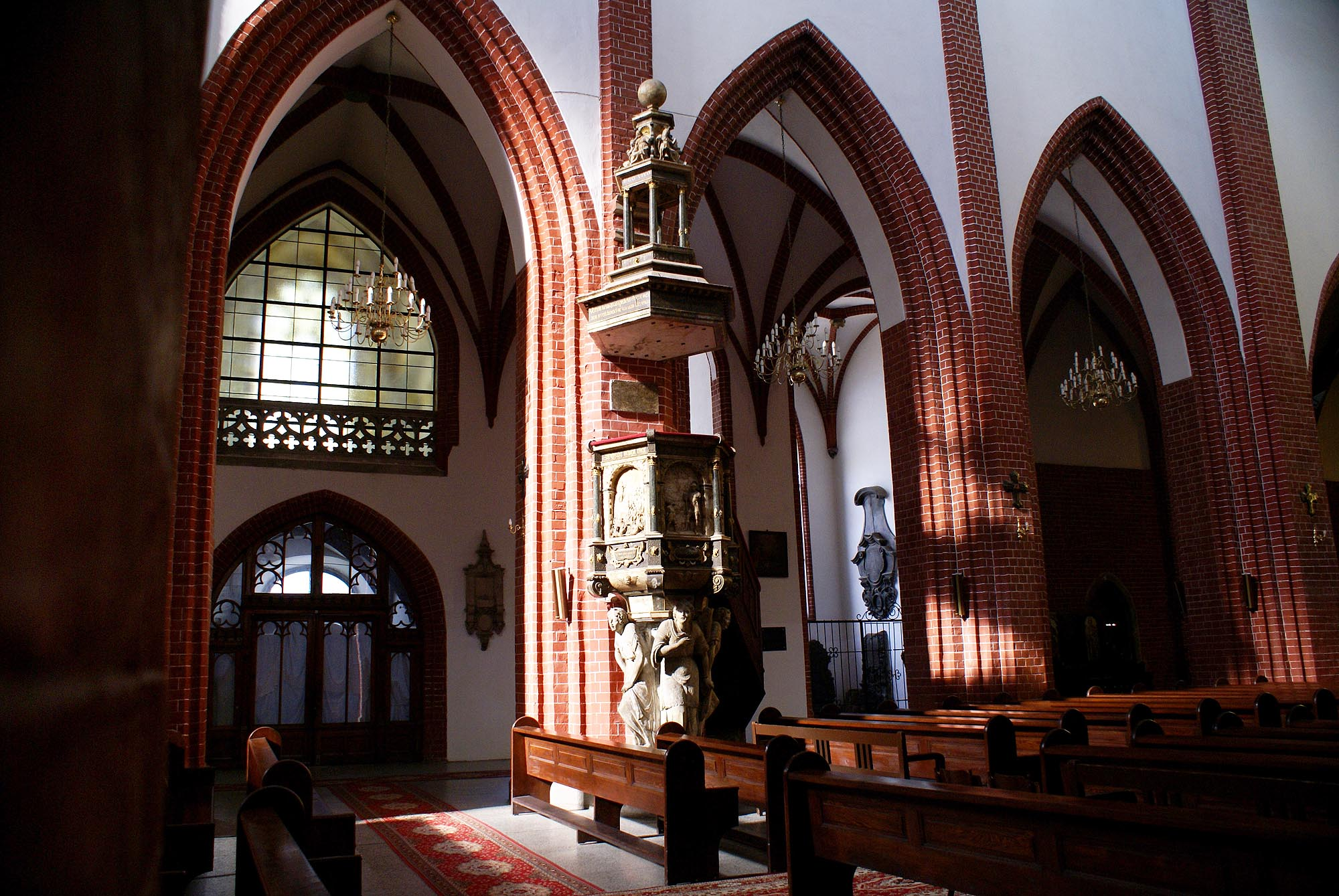
Preekstoel
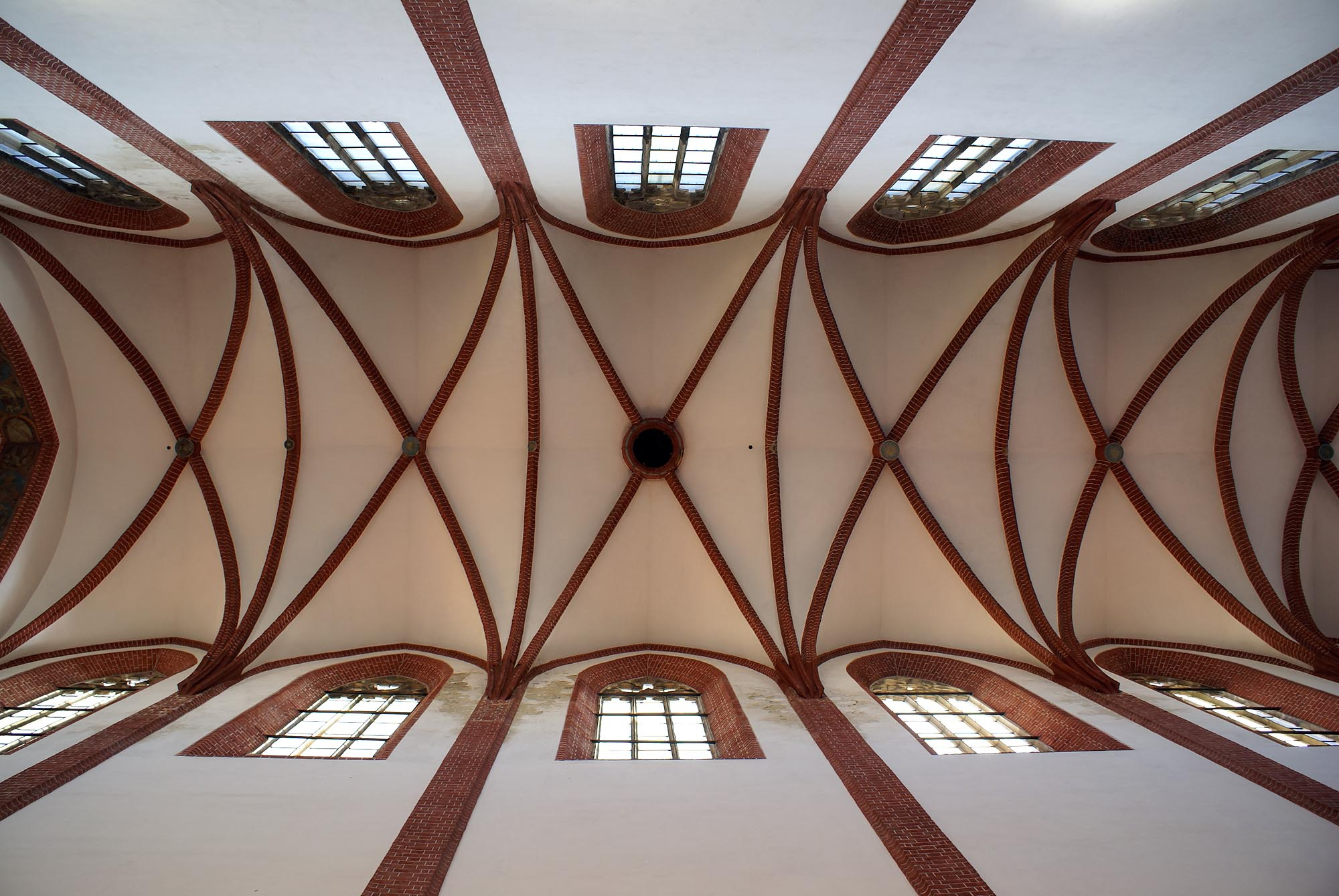
Gewelf
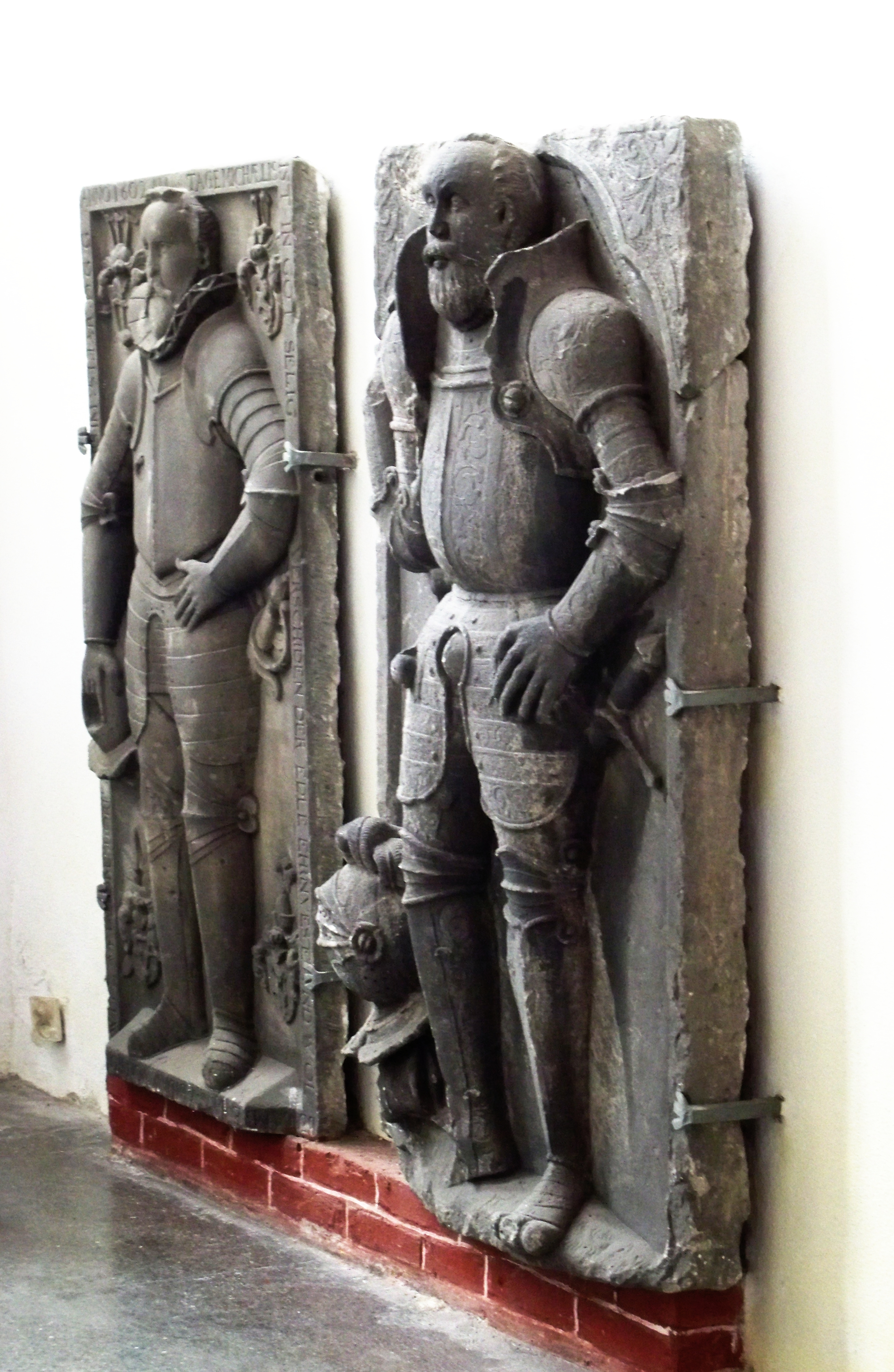
Epitafen
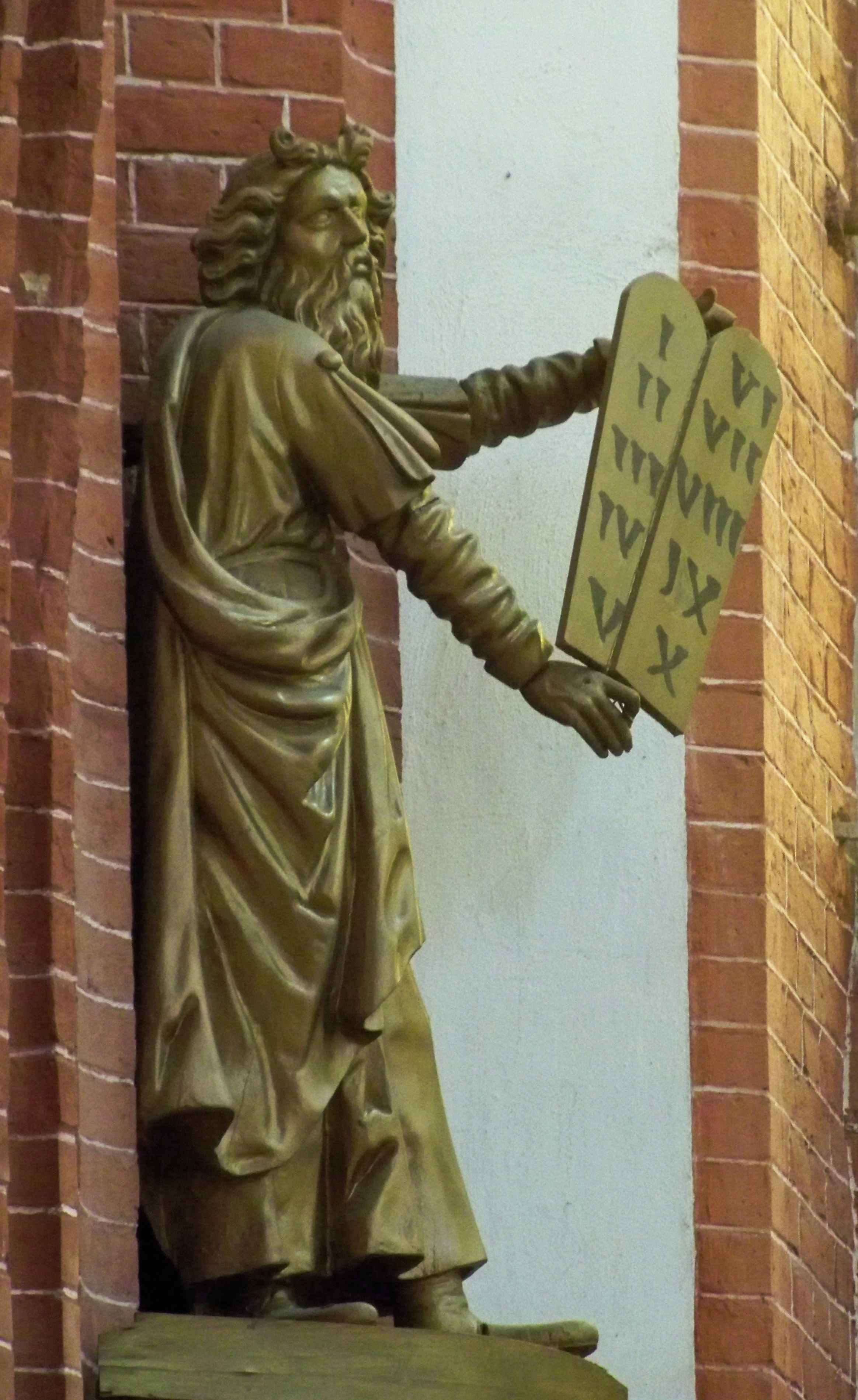
Beeld van Mozes
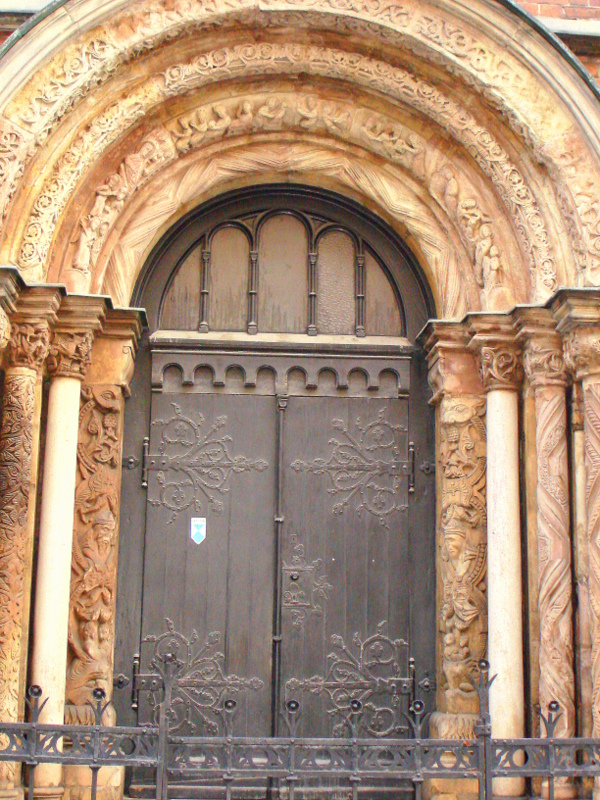
Portaal